# ながみね農業協同組合
ながみね農業協同組合（ながみねのうぎょうきょうどうくみあい、JAながみね）は、和歌山県海南市大野中に本店を置いていた農業協同組合。

## 概要
1999年10月1日に、海南市及び海草郡内にあった紀伊美里農業協同組合、野上町農業協同組合、海南市農業協同組合、下津町農業協同組合の4農協が合併して発足した。
2025年4月1日に、ながみね農業協同組合を含む和歌山県内の全8農協が合併し、和歌山県農業協同組合が発足。

## 事業内容
- 営農指導事業
- 販売事業
- 加工事業
- 購買事業
- 信用事業
- 共済事業
- 生活指導事業

## 事業区域
- 和歌山県海南市
- 和歌山県海草郡紀美野町

## 拠点

### 本店・各部
- 本店
  - 〒642-0022 和歌山県海南市大野中718番地の1

### 支店
管内には4支店ある。
海南東支店
〒642-0024 和歌山県海南市阪井1744-1
海南西支店
〒642-0022 和歌山県海南市大野中605-1
野上支店
〒640-1131 和歌山県海草郡紀美野町動木439
しもつ支店
〒649-0133 和歌山県海南市下津町下234-2

## 主な産物
- ビワ
- 米
- カキ
- キウイ
- 栗
- ミカン
- ナス
- 山椒
- スモモ
- ししとう
- ウメ
- モモ